# ギャング・イン・ニューヨーク
『ギャング・イン・ニューヨーク』（原題：Gotti）は、2018年のアメリカ合衆国の犯罪伝記映画。
ニューヨークのマフィア組織「五大ファミリー」の一つ、ガンビーノ一家のボス、ジョン・ゴッティの生涯を描いた実録クライム映画。ケヴィン・コナリーが監督を務め、ジョン・トラボルタがゴッティを演じている。また、ケリー・プレストンはこれが遺作となった。
日本では「未体験ゾーンの映画たち2019」の上映作品の一つとして2019年3月22日に劇場公開された。

## キャスト
※括弧内は日本語吹替
- ジョン・ゴッティ - ジョン・トラボルタ（高木渉）
- ヴィクトリア・ゴッティ - ケリー・プレストン（ちふゆ）
- ジョン・A・ゴッティ（英語版） - スペンサー・ロフランコ（英語版）（寺島惇太）
- アンジェロ・ルッジェーロ - プルイット・テイラー・ヴィンス（堀内賢雄）
- ニール・デラクロス - ステイシー・キーチ（をはり万造）
- サミー・グラヴァーノ - ウィリアム・デメオ（英語版）（三上哲）
- ボビー・ボリエロ（英語版） - レオ・ロッシ（英語版）
- ウィリー・ボーイ（英語版） - クリス・カーソン
- ヴィッキー - アシュレイ・ドリュー・フィッシャー
- エンジェル - ジョーダン・トロヴィリォン
- フランク・デチッコ - クリス・マルケイ（佐瀬弘幸）

## 作品の評価
Rotten Tomatoesよれば、55件の評論の全てが低評価であり、平均で10点満点中2.06点を得ている。
Metacriticによれば、16件の評論のうち、高評価は1件、賛否混在は2件、低評価は13件で、平均で100点満点中24点を得ている。

## テレビ放送
| 回数 | テレビ局   | 番組名（放送枠名） | 放送日        | 放送時間    |
| ---- | ---------- | ------------------ | ------------- | ----------- |
| 1    | テレビ東京 | サタ☆シネ          | 2021年8月21日 | 27:15-29:00 |